# 国際競輪
国際競輪（こくさいけいりん）とは、日本における競輪の競走形態のひとつである。
本項では外国人選手を対象に創設された短期登録選手制度（たんきとうろくせんしゅせいど）についても記述する。

## 概要
毎年海外から一流の自転車トラックレース選手を招き、日本の競輪選手と競走（レース）を通しての国際親善と競技力向上を目指して行っており、通常の競輪として車券の販売も行なわれている。海外の選手にとっては賞金面に大きな魅力があることから、毎年好んで参加を希望する選手もいる。
国際競輪は1982年から開催されており、競輪選手としての短期取得免許の交付のため、外国人選手を日本競輪選手養成所（旧日本競輪学校）において数週間ほど競輪についての講習と訓練を受けさせた後、各地の競輪場で行なわれるレースに参加させている。当初は外国人選手を全員同じ競輪場でのレースに出場させ、1日2レースずつで3日間、外国人選手と日本人選手が上位を争う形で行なわれてきたが、競輪競走の特徴であるライン形成の関係で外国人選手に有利な状況が続いたため、車券の販売面で興味を削ぐという観点から問題となっていた。
このため2004年からは、1競輪場に付き外国人選手を3名ずつ（全9名）派遣し、通常のS級シリーズ (FI) を3競輪場で同時進行させる形で3日間レースを行なっており、基本的には同じ日に同じ格のレースで複数の外国人選手が出場できる場合は、レースごとに選手を分けて外国人同士の同乗を避けるように変更されたが、外国人選手が全員決勝に進出した場合などは同乗させる。
国際競輪はかつて4月から5月にかけて開催され、GIに昇格する前の寬仁親王牌・世界選手権記念トーナメントや、全日本プロ選手権自転車競技大会記念競輪にも国際競輪が組み込まれて実施されていたが、2006年は世界選手権自転車競技大会が4月に開催されたため、開催時期を移動して6月から7月にかけてとし、2007年は5開催に出場する全15戦出走で行なわれ、成績優秀者は最終戦としてサマーナイトフェスティバルにて行われる特別レースにも出場することができた。2008年は特別レースとして下記の通り開催された。ただし、世界選手権自転車競技大会やオリンピックの日程を優先させる都合上から、国際競輪が開催されない年もあった。

## ワールドステージ
国際競輪は当初、日本人の出場選手は日替わりとなっていて、いわば競馬のような単発式のレースが行われてきたが、これではエキシビションレース的な意味合いが濃すぎるばかりか、国際競輪が当初から競走得点の対象から外されていたこともあり、真剣味を欠いているというファン、有識者の声が大きかった。そこで試験的ではあるが、1988年5月に3日間制のトーナメントが川崎競輪場で開催された。もちろん、競輪選手側も3日間通して出走し、中野浩一が優勝した。
1989年、上述した川崎で開催された3日間トーナメント制を発展させて誕生したのが「国際競輪グランプリ」であった。このレースは、外国人選手については国際競輪における成績上位4 - 5名を選出。一方、日本人選手については過去に特に世界選手権等の国際大会で活躍した選手を選出した。国際競輪グランプリは1992年まで行われたが、日本勢VS外国勢というラインの図式にどうしてもなってしまうこともあるせいか、レースは単調な内容に推移した。おまけに配当面でも妙味を欠く結果となったことから廃止された。
1993年、国際競輪は3日間トーナメント制に統一され、国際競輪における成績上位者については別途表彰制度を設けたが、下位の成績である外国人選手のモチベーション低下が見られたことから、これを防止する策として、2003年に上述の国際競輪グランプリを復活する形で誕生したのがワールドグランプリであった。
2003年、2004年については、外国人選手は国際競輪の成績上位4名、日本人選手は別途、日本自転車振興会が任意に選出した5名による一発勝負で行われたが、2005年については新潟県中越地震復興支援レースというサブタイトルがついた2日間制のトーナメント方式となった。
2006年は世界選手権が4月中旬に開催された関係上、日程繰りの都合がつかなかったことから開催は行われなかったが、2007年は、サマーナイトフェスティバル開催期間中にレースが組まれることになり、外国人選手については、国際競輪成績上位3名までが「ワールドグランプリレース」、4 - 6位までが「ワールドステージレース」という形で出場することになり、日本人選手については各レースともに、サマーナイトフェスティバルに出場しない選手の中から選出された。
2008年は北京オリンピックが行われることから当初開催のアナウンスはなかったが、8月21日にJKAより競輪60周年記念としてワールドグランプリを実施することが発表された。発表によると2008年は招致した外国人選手と、残りのメンバーは日本人選手から選抜する形により、10月に1Rでの単発勝負が2回行なわれた。なお競輪の創設を記念して開催される単発レースとしては、競輪40周年記念のルビーカップ（現在の共同通信社杯競輪）以来となった。
2009年より、従前の国際競輪に代わって、外国人選手に対して短期登録選手制度が導入されたことを受け、ワールドグランプリは2009年以降、実施されないことになった。
2013年、上記のワールドグランプリを一新する形で、短期登録された選手の中から選出された外国人選手と日本人選手との間で行われる単発式レースであるワールドステージが開始されることになった。
2016年以降は実施されていないが、実質的な後継レースとして国際自転車トラック競技支援競輪（2021年度まで）とKEIRIN EVOLUTION（2019年度まで）が行われた。
2026年度より外国人選手を交えたレースを「競輪ワールドシリーズ」として再開する。2026年は6月から8月の予定で、男子はスチール製フレームを使用した先頭固定競走（オリジナルルール）で、女子はカーボン製フレームを使用した先頭固定競走（インターナショナルルール）でそれぞれ実施する。

### 歴代優勝者
国際競輪グランプリ
| 開催年 | 開催場     | 優勝者             | 国籍           |
| ------ | ---------- | ------------------ | -------------- |
| 1989年 | 前橋競輪場 | 俵信之             | 日本           |
| 1990年 | 前橋競輪場 | ステファン・ペイト | オーストラリア |
| 1991年 | 前橋競輪場 | ステファン・ペイト | オーストラリア |
| 1992年 | 前橋競輪場 | 吉岡稔真           | 日本           |

ワールドグランプリ
| 開催年 | 開催場       | 優勝者                 | 国籍     |
| ------ | ------------ | ---------------------- | -------- |
| 2003年 | 青森競輪場   | イエンス・フィードラー | ドイツ   |
| 2004年 | 四日市競輪場 | 佐藤慎太郎             | 日本     |
| 2005年 | 松戸競輪場   | 小嶋敬二               | 日本     |
| 2007年 | 松戸競輪場   | テオ・ボス             | オランダ |
| 2008年 | 京王閣競輪場 | 金子貴志               | 日本     |
| 2008年 | 千葉競輪場   | 石橋慎太郎             | 日本     |

ワールドステージ
| 開催年 | 開催場           | 優勝者               | 国籍           |
| ------ | ---------------- | -------------------- | -------------- |
| 2007年 | 松戸競輪場       | 渡邉一成             | 日本           |
| 2013年 | 松戸競輪場       | 新田祐大             | 日本           |
| 2014年 | 京都向日町競輪場 | 稲毛健太             | 日本           |
| 2015年 | 豊橋競輪場       | シェーン・パーキンス | オーストラリア |

## 短期登録選手制度
2009年より新たに創設された制度で、海外の優秀な自転車競技選手を競輪選手として短期間登録し、日本国内の競輪に参加させるための制度である。制度としては日本の競馬における短期免許と同様といえる。2012年7月よりガールズケイリン（女子競輪）が開始されたことを受けて、2013年3月より女子選手も参加するようになった。
登録期間は基本的に2年で、格付は男子はS級2班、女子はL級1班（日本競輪選手養成所は便宜上999期）となる。
男子は、当初はレースへの出場はS級シリーズ（FI）に限定されていたが、2016年には初めてGIII開催の出場に門戸が開かれ、同年9月の玉野競輪場・GIII国際自転車トラック競技支援競輪から3人の外国選手が出場した。また、同開催のKEIRIN EVOLUTIONでも2人の外国選手が初参戦した。
なお、かつての国際競輪ではJKAが招待する形で参加選手の諸経費などを負担していたが、短期登録制度の現状では基本的に諸経費は全て参加選手の自己負担である。
失格や重大走行注意などが発生した場合は、競輪選手とは異なり、競走得点の減点や違反点の累積はない代わりに、罰金を支払う（賞金を減額する）ことになっている（「PIST6」でも同様の制度が採用されている）。
2020年以降は新型コロナウイルスの影響で短期登録による外国人選手の招聘は取りやめていたが、2026年より再開、男女とも3人ずつを招聘する。

### 短期登録選手

#### 2019年の参加選手
男子
- マティエス・ブフリ（ オランダ 2015年 - 2019年）
- シェーン・パーキンス （ オーストラリア 2009年 - 2017年、2019年）
- シュテファン・ボディシャー（ ドイツ 2014年 - 2015年、2019年）
- デニス・ドミトリエフ（ ロシア 2014年 - 2017年、2019年）
- テオ・ボス（ オランダ 2003年、2005年 - 2007年、2016年 - 2019年）
- ジョセフ・トルーマン（英語版）（ イギリス 2018年 - 2019年）
- マシュー・グレーツァー（ オーストラリア 2018年 - 2019年）

女子（ガールズケイリン）
- ロリーヌ・ファンリーセン（英語版）（ オランダ 2017年 - 2019年）
- ナターシャ・ハンセン（英語版）（ ニュージーランド 2017年 - 2019年）
- マチルド・グロ（英語版）（ フランス 2018年 - 2019年）
- マダリン・ゴドビー（英語版）（ アメリカ合衆国 2019年）
  - ステファニー・モートン（英語版）（ オーストラリア 2017年 - 2018年） ※怪我により来日中止[9]

#### 過去の短期登録選手経験者
男子
- サム・ウェブスター（ ニュージーランド 2017年 - 2018年）
- トマシュ・バベク（英語版）（ チェコ 2017年 - 2018年）
- フランソワ・ペルビス（ フランス 2010年 - 2016年）
- サイモン・バンベルトーヘン（ ニュージーランド 2010年 - 2014年）
- アンドレイ・ビノクロフ（ ウクライナ 2010年 - 2014年）
- テーン・ムルダー （ オランダ 2009年 - 2013年）
- スコット・サンダーランド（ オーストラリア 2011年 - 2013年）
- ジェーソン・ニブレット（ オーストラリア  2010年 - 2012年）
- ミカエル・ダルメイダ（ フランス 2010年 - 2012年）
- ロス・エドガー （ イギリス 2009年・2010年）
- マシュー・クランプトン （ イギリス 2009年・2010年）
- ジョサイア・ヌグ （ マレーシア 2009年・2010年）
- デービット・ダニエル（ イギリス 2011年の登録のみ）

女子（ガールズケイリン）
- ニッキー・デグレンデル（英語版）（ ベルギー 2018年）
- アナスタシア・ボイノワ（英語版）（ ロシア 2017年）
- 李慧詩（ 香港 2016年）
- モニク・サリバン（ カナダ 2016年）
- クリスティナ・フォーゲル（ ドイツ 2016年）
- ケイティ・マーシャン（ イギリス 2016年）
- ミリアム・ベルテ（ ドイツ 2014年）
- エレナ・カサスロイヘ（ スペイン 2014年）
- カーリー・マカラク（ オーストラリア 2013年3月）
- ペイジ・パターソン（ ニュージーランド 2013年3月・9月）
- レベッカ・ジェームズ（ イギリス 2013年9月）

なお、2011年については東日本大震災に伴う混乱のため、2020年は同年に行われる予定だった2020年東京オリンピックの兼ね合いとCOVID-19の世界的蔓延とそれに伴うレース規模の縮小により、それぞれ来日は中止となった。

## 日韓対抗戦競輪
過去に数回韓国の競輪選手を招いてエキシビションレースとして行なわれていた『日韓親善競輪』を、車券を伴う開催として行なうもので、2011年3月16日に高知競輪場で初めて開催される予定だったが、開催直前の3月11日に東日本大震災が発生し、その影響により中止となった。しかし2012年3月28日より伊東温泉競輪場において改めて初の開催が行なわれた。グレードはFI。
開催期間は3日間。日本側はS級選手を16人を斡旋し、韓国側も参加予定者数は16名で全員が短期登録選手制度による出場となり、1日あたり4Rを日本側4人・韓国側4人での8車立競走で行ない、勝ち上がりは初日・二日目の予選成績を日本・韓国選手別々にカウントし、最終日の出場レースを成績順に振り分けるトライアル方式で行なわれ、これによりどのレースにおいても日韓両選手が4人ずつ出走できるよう調整される。
第2回は2013年11月1日～11月3日、韓国の光明ドーム競輪場で開催。競技規則や使用機材は韓国側に則り、昨年と同様のシステムで行われる。日本代表は国内の斡旋状況を考慮しJKAの裁量で決められているが、韓国代表は事前に3度代表選考会を行い、その成績により決定している。
第3回は2015年1月26日～1月28日に京王閣競輪場で開催され、競技規則や使用機材は日本側に則り、第1回と同じ方式で行われた。
第4回開催は2016年3月25日～3月27日に韓国の昌原競輪場で開催。参加人数は28名（日本・韓国各14人）となり、一日に2Rずつ両国4人:3人の割合を入れ替える7車立を4R行い、最終日の決勝は両国上位3人にポイントが高い方の4位選手を加えて実施された。なお日本選手の自転車はNJS（日本国内競輪）仕様も認められるようになった。
第5回開催は2017年9月8日～9月10日に再び韓国の光明ドーム競輪場で実施。参加人数は24名（日本・韓国各12人）となり、両国必ず4人ずつ出走する8車立を1日3R行なう方式で行われ、その他は第4回と同等に実施された。

### 歴代優勝者
以下は車券発売を伴う大会のみ。
| 開催年 | 開催競輪場 | 優勝者     | 国籍 |
| ------ | ---------- | ---------- | ---- |
| 2012年 | 伊東温泉   | 村上義弘   | 日本 |
| 2013年 | 光明       | 金珉喆     | 韓国 |
| 2015年 | 京王閣     | 金珉喆     | 韓国 |
| 2016年 | 昌原       | 李炫求     | 韓国 |
| 2017年 | 光明       | 佐藤慎太郎 | 日本 |